# Helmut Weicker
Helmut Weicker (* 6. März 1920 in Mainz-Mombach; † 19. Januar 2001) war ein deutscher Internist, Stoffwechselforscher und Sportmediziner.
Er studierte Medizin in Frankfurt, Heidelberg und München. Weicker bestand nach schwerer Kriegsverwundung 1944 das Medizinische Staatsexamen an der Universität München und wurde im selben Jahr zum Dr. med. promoviert. Von 1946 bis 1951 erwarb er am Stadtkrankenhaus Darmstadt die Facharztqualifikation als Internist und wurde 1952 Oberarzt an der Medizinischen Poliklinik in Heidelberg. 1957 habilitierte er sich über die elektrophoretische Differenzierung von Proteinen und Lipoproteinen unter Entwicklung der Papierstreifenelektrophorese. Daraufhin wurde er Privatdozent. Nach einem Gastarztaufenthalt an der Medical School in Boston erhielt er 1964 eine außerplanmäßige Professur an der Medizinischen Poliklinik Heidelberg und war bis 1966 Wissenschaftlicher Rat.

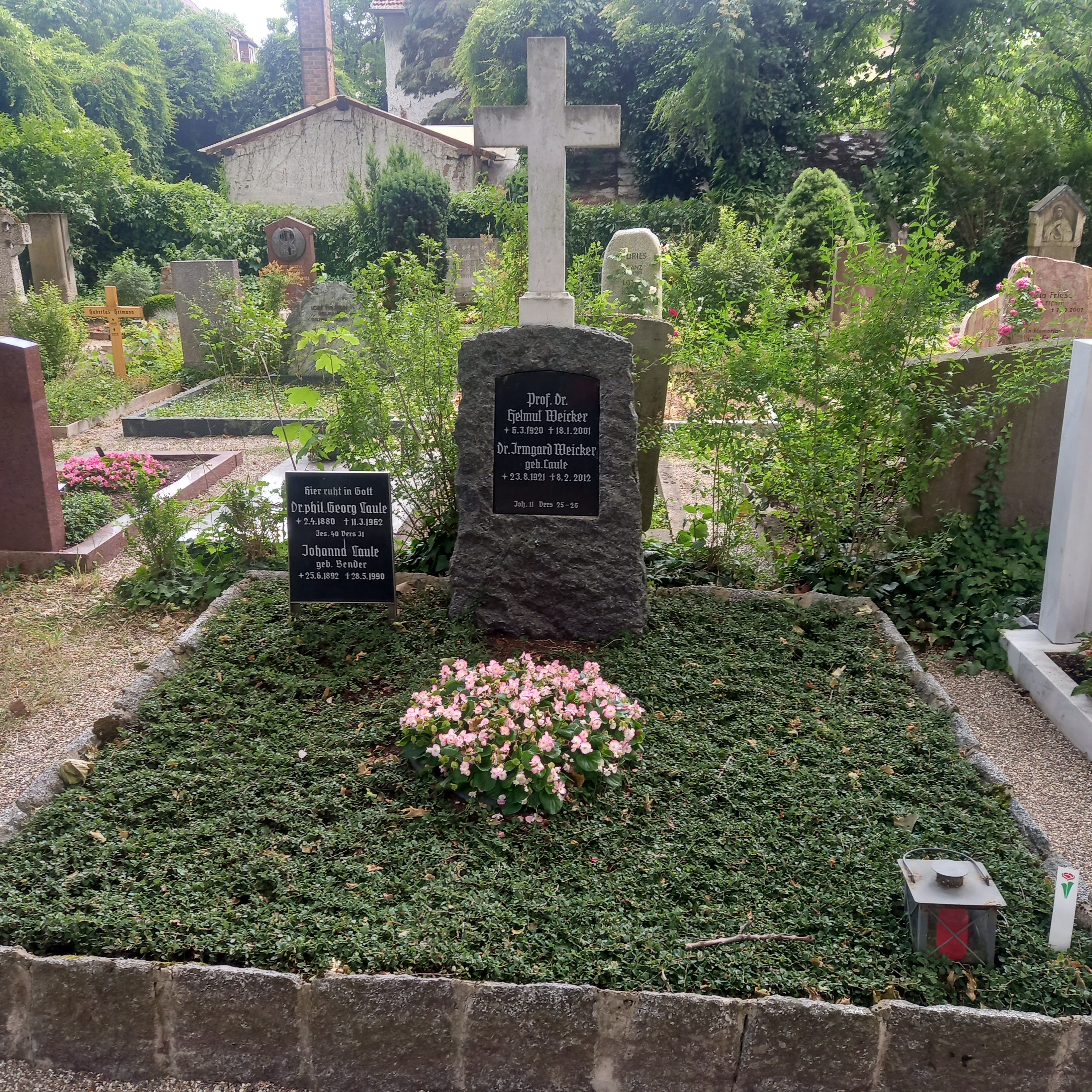
Das Grab von Helmut Weicker und seiner Ehefrau Irmgard, geborene Laule, auf dem Friedhof Neuenheim in Heidelberg

Nach einer Gastprofessur an der Harvard Medical School in Boston wurde Weicker auf den Lehrstuhl für Sportmedizin an der Universität Heidelberg berufen. Er baute die Sportmedizin in Heidelberg auf, war Vorsteher der Abteilung für Stoffwechselforschung der Medizinischen Poliklinik und erwarb sich mit seinen Forschungen über hormonelle und metabolische Regulationen unter qualitativ und quantitativ unterschiedlicher Belastung einen herausragenden nationalen und internationalen Ruf. Er wurde in die wissenschaftlichen Beiräte des Deutschen Sportbundes, des Bundesinstitutes für Sportwissenschaften und auf den Vorsitz der Sektion Forschung und Lehre des Deutschen Sportärztebundes und des Hochschulausschusses für Leibesübungen berufen. 1988 erhielt er das Bundesverdienstkreuz am Bande.

## Veröffentlichungen
- Über die Einwirkung von Temperaturänderung und Nahrungsentzug auf den Umsatz von weißen Mäusen mit besonderer Berücksichtigung dieser Einflüsse auf die motorische Aktivität und den zentral gesteuerten Rhythmus München, 1945: Herder
- Die klinische Bedeutung der Lipoideiweißsymplexe Mainz-Mombach, 1959
- Sportmedizin im sportwissenschaftlichen Studium Schorndorf : Hofmann, 1979
- Trainerbriefe zur Beurteilung der konditionellen Leistungsfähigkeit bei Leistungssportlern durch ergometrische Untersuchungen Berlin : Bartels & Wernitz, 1982
- Sympathoadrenergic influence on hormonal, metabolic and cardiocirculatory functions during exercise Stuttgart : Thieme, 1988
- Purine nucleotide cycle and ammonia formation Stuttgart : Thieme, 1990
- Sportmedizinische Forschung Berlin : Springer, 1991
- Sportmedizin Stuttgart : G. Fischer, 1994